# Hudson Soft
Hudson Soft (ハドソンソフト?) è un'azienda di videogiochi giapponese con sede a Tokyo, fondata dai fratelli Kudo nel 1972 e acquistata dalla Konami nel 2012.

## Storia
Hudson Soft venne fondata il 18 maggio 1972 dai fratelli Hiroshi Kudo e Yuji Kudo come distributore di dispositivi di telecomunicazione; i due avevano una grande passione per i treni e furono ispirati dalle locomotive Hudson per il nome dell'azienda.
Nel 1975 Hudson Soft iniziò a vendere personal computer e prodotto correlati e nel 1978 iniziò a sviluppare videogiochi.
Il 1º marzo 2012 l'azienda fu acquisita da Konami.

## Prodotti
Negli anni ottanta si fece notare per i suoi sparatutto e per le sue serie di platform per le macchine da gioco di quell'epoca (una su tutte, Neutopia).
La Hudson creò insieme alla NEC la console PC Engine, la cui mascotte divenne per lungo tempo White Bomber, il protagonista di Bomberman.
L'azienda è stata inoltre il primo sviluppatore terzo per Nintendo, attività iniziata sin dagli anni ottanta e successivamente, supportando il suo Nintendo Entertainment System.
Nei suoi ultimi anni di attività la casa nipponica riprese il suo ruolo di sviluppatore per Nintendo occupandosi di molti titoli della serie Mario Party.